# Antoni Maria Peña Gelabert
Antoni Maria Peña Gelabert (Palma, Mallorca, 1863 - Palma, Mallorca, 1948) va ser un poeta, arxiver, bibliotecari i professor mallorquí.
Era fill de Pere d'Alcantara Peña. Estudià filosofia i lletres, ingressà al Cos d'Arxivers, Bibliotecaris i Arqueòlegs, i fou director de l'Arxiu Provincial d'Hisenda de les Balears. Va treballar com a professor a l'Institut Balear de Palma. Va col·laborar en diverses publicacions com “La Ignorància”, “Museo Balear”, “El Felanigense”, i, amb el pseudònim "Harley", al “Diario de Mallorca”. Per encàrrec de l'arxiduc Lluís Salvador, recollí tradicions i cants populars, que foren publicats al volum Märchen aus Mallorca (1895). Publicà també Gloses (1896), Cançons populars mallorquines (1896), Prou de guerra o  Polvos per fé enamorar. Les seves poesies, d'un valor literari escàs, han restat disperses, excepte les recollides a “Lectura Popular” (1918) i a Marina. Idil·li mallorquí, publicada el 1924 per la Tipografia de Bartolomé Reus de Felanitx. Aquell mateix any també va publicar, al Bolletí de la Societat Arqueològica Lul·liana, conjuntament amb Pedro A. Sancho y Vicenç, la Memoria sobre los Archivos de Baleares no incorporados. També va publicar diversos articles a la revista Mallorca Dominical.